# Pawson Peak
Der Pawson Peak ist ein vereinzelter, unregelmäßig kegelförmiger und 250 m hoher Berg auf King George Island im Archipel der Südlichen Shetlandinseln. Er ragt westnordwestlich des Sphinx Hill an der Admiralty Bay auf.  
Das UK Antarctic Place-Names Committee benannte ihn 1977 nach Kenneth Pawson (1923–2014), Wetterbeobachter des Falkland Islands Dependencies Survey am Port Lockroy (1947–1948) und dessen Vermessungsassistent in der Admiralty Bay (1948–1950). Polnische Wissenschaftler benannten den Berg dagegen als Iglica Czajkowskiego (deutsch Czajkowski-Nadel) nach dem polnischen Geophysiker Ryszard Czajkowski (* 1933), der ihn zwischen 1977 und 1978 bestiegen hatte.